# Deposit (villa)
Deposit es una villa ubicada en el condado de Delaware y parte del condado de Broome en el estado estadounidense de Nueva York. En el año 2000 tenía una población de 1,699 habitantes y una densidad poblacional de 500 personas por km².

## Geografía
Deposit se encuentra ubicada en las coordenadas 42°3′43″N 75°25′24″O / 42.06194, -75.42333.

## Demografía
Según la Oficina del Censo en 2000 los ingresos medios por hogar en la localidad eran de $24,702, y los ingresos medios por familia eran $32,016. Los hombres tenían unos ingresos medios de $27,202 frente a los $19,333 para las mujeres. La renta per cápita para la localidad era de $14,390. Alrededor del 17.6% de la población estaban por debajo del umbral de pobreza.